# Time Out (film)
Pour les articles homonymes, voir Time Out.
Pour plus de détails, voir Fiche technique et Distribution.
Time Out ou En temps au Québec (In Time) est un film de science-fiction dystopique américain écrit et réalisé par Andrew Niccol, sorti en 2011.
Dans un futur dystopique, le temps a remplacé l’argent et détermine la durée de vie de chacun. Dès 25 ans, un compteur s’active sur le bras, affichant le temps restant. Will Salas, jeune homme d’un quartier pauvre, lutte chaque jour pour gagner quelques heures et survivre, tandis que les plus riches accumulent des siècles et restent éternellement jeunes. 

## Synopsis
En 2169, les humains sont génétiquement modifiés pour arrêter de vieillir à 25 ans. À partir de cet âge, un compte à rebours d’un an s’active sur leur avant-bras. Lorsqu’il atteint zéro, la personne meurt instantanément d'une crise cardiaque froudroyante. Le temps est ainsi devenu la seule monnaie d’échange, transférable entre individus ou stockable dans des capsules. Los Angeles est divisée en douze « zones temporelles » : Dayton, ghetto industriel, est la plus pauvre, où la plupart des habitants survivent avec moins de 24 heures, tandis que New Greenwich regroupe l’élite, riche d’une quasi-immortalité.
Will Salas, 28 ans, travaille dans une usine de Dayton et vit avec sa mère Rachel. Leur existence est précaire : chaque journée est une lutte pour obtenir suffisamment de temps afin de survivre au lendemain. Une nuit, au bar, Will intervient pour sauver Henry Hamilton, un homme de 105 ans riche de plus d’un siècle sur son compteur. Ce dernier, ivre et désabusé, est menacé par Fortis et ses « Minutemen », des brigands qui dépouillent les habitants de leur temps jusqu’à les tuer. Will met Hamilton à l’abri.
Hamilton, résigné à l’idée d’avoir trop vécu, lui explique que le système est volontairement inégal : les riches de New Greenwich accumulent le temps et contrôlent le coût de la vie, provoquant la mort régulière des habitants des zones pauvres. Il affirme que cette organisation permet de maintenir l’équilibre démographique en empêchant une croissance illimitée de la population. Le lendemain, Hamilton profite du sommeil de Will pour lui transférer quasiment tout son compteur, plus de 116 ans, ne gardant que cinq minutes pour lui-même. Alors que Will tente de l’arrêter, Hamilton, assis sur un pont, et s’effondre alors que son compteur arrive à zéro.
Lorsque le corps est retrouvé, Raymond Leon, chef des « Gardiens du Temps », une force de police chargée de réguler et de surveiller les transferts, conclut que Will a volé et assassiné Hamilton. Will, conscient du danger que représente une telle richesse dans sa zone d’origine, offre dix années à son ami Borel, équivalentes à la durée de leur amitié, puis décide de quitter Dayton avec sa mère pour recommencer une vie meilleure. Mais Rachel, après avoir liquidé ses économies pour un prêt de deux jours, se retrouve à court de temps et incapable de payer son trajet de bus. Forcée de rentrer à pied, elle court à la rencontre de son fils mais meurt dans ses bras juste avant qu'il ait pu lui transférer du temps. Cette perte brutale convainc Will de de se venger de ce système qu’il juge injuste.
Il se rend à New Greenwich et, dans un casino, il rencontre Philippe Weis, puissant homme d’affaires de 110 ans, et sa fille Sylvia, âgée de 27 ans. Lors d’une partie de poker risquée, Will mise presque tout son temps et, au dernier instant, remporte plus de mille ans. Intriguée, Sylvia l’invite à une réception organisée par son père. Mais Raymond Leon le retrouve, l’accuse d’avoir tué Hamilton et lui confisque tout son temps sauf deux heures, expliquant qu’il n’appartient pas à un homme de Dayton de détenir une telle richesse. Mais Will s’évade en prenant Sylvia en otage et la conduit à Dayton. D’abord terrorisée, la jeune femme se rapproche peu à peu de lui et finit par partager sa révolte contre l’ordre établi. Ensemble, ils commencent à braquer les banques de temps appartenant à Weis pour redistribuer des capsules aux plus pauvres. Cependant, ils constatent rapidement que le système s’autorégule : les prix et les taxes augmentent aussitôt, annulant l’effet de leur redistribution.
Leur combat attire l’attention de Fortis, qui retrouve le couple dans un hôtel. Will affronte le chef des Minutemen en duel de bras, méthode consistant à transférer du temps par la force, et le tue en utilisant la technique de son père, autrefois célèbre dans ce type d’épreuve. Will et Sylvia décident alors de frapper un coup décisif en volant une capsule contenant un million d’années dans le coffre-fort de Weis.
Raymond Leon les poursuit jusque dans Dayton. Issu lui-même de cette zone pauvre, il est parvenu à s’élever en rejoignant les Gardiens du Temps. Obsédé par sa mission, il ne parvient pas à empêcher le couple de redistribuer la capsule. Ayant oublié de se ravitailler, Leon meurt subitement, son compteur à zéro. Will et Sylvia survivent quant à eux in extremis en récupérant le salaire du Gardien.
La diffusion massive de temps bouleverse l’ordre établi. Les habitants de Dayton, désormais riches de siècles, abandonnent leurs emplois dans les usines et convergent vers New Greenwich. L’économie locale s’effondre et l’équilibre artificiel maintenu par les élites s’écroule. Devant l’ampleur du chaos et la mort de Leon, Jaeger, son second, ordonne le retrait des Gardiens du Temps.
Will et Sylvia poursuivent leur croisade. Désormais partenaires et amants, ils visent des banques de plus en plus grandes, espérant redistribuer assez de temps pour mettre fin à l'injustice du système.

## Fiche technique
- Titre original : In Time
- Titre français : Time Out
- Titre québécois : En temps
- Titres de travail : Now et I'm.mortal[1]
- Réalisation et scénario : Andrew Niccol
- Direction artistique : Priscilla Elliott, Vlad Bina, Todd Cherniawsky et Chris Farmer
- Décors : Alex McDowell
- Costumes : Colleen Atwood
- Photographie : Roger Deakins
- Montage : Zach Staenberg
- Musique : Craig Armstrong
- Producteurs : Andrew Niccol, Marc Abraham, Eric Newman et Debra James ; Amy Israel et Kristel Laiblin (délégués)
- Sociétés de production : Regency Entreprises, New Regency Pictures et Strike Entertainment
- Société de distribution : 20th Century Fox
- Pays de production :  États-Unis
- Langue originale : anglais
- Format : couleur - 35 mm - 2,35:1 - son Dolby Digital
- Genre : science-fiction, dystopie
- Durée : 109 minutes
- Dates de sortie : 
  - États-Unis, Canada : 28 octobre 2011
  - France : 23 novembre 2011

## Distribution
- Justin Timberlake (V. F. : Alexis Tomassian ; V. Q. : Nicolas Charbonneaux-Collombet) : Will Salas
- Amanda Seyfried (V. F. : Marie-Eugénie Maréchal ; V. Q. : Catherine Bonneau) : Sylvia Weis
- Cillian Murphy (V. F. : Adrien Antoine ; V. Q. : Patrice Dubois) : Raymond Leon
- Olivia Wilde (V. F. : Caroline Pascal ; V. Q. : Catherine Proulx-Lemay) : Rachel Salas
- Matthew Bomer (V. F. : Jérémy Bardeau ; V. Q. : Éric Paulhus) : Henry Hamilton
- Alex Pettyfer (V. F. : Jean-Christophe Dollé ; V. Q. : Philippe Martin) : Fortis
- Johnny Galecki (V. F. : Fabrice Josso ; V. Q. : Joël Legendre) : Borel
- Vincent Kartheiser (V. F. : Yoann Sover ; V. Q. : Martin Watier) : Philippe Weis
- Elena Satine : Jasmine
- Rachel Roberts : Carrera
- Collins Pennie (V. Q. : Frédéric Pierre) : Jaeger
- Toby Hemingway (V. F. : Rémi Caillebot ; V. Q. : Pierre-Étienne Rouillard) : Kors
- Ethan Peck : Constantin
- Brendan Miller (V. Q. : Éric Bruneau) : Kolber
- Yaya DaCosta : Greta
- Bella Heathcote : Michelle Weis
- Jessica Parker Kennedy : Edouarda, la réceptionniste de l’hôtel « le Centur »
- Christoph Sanders : Nixon
- Jesse Soffer : Webb
- Matt O'Leary : Moser

Sources et légendes :  RS Doublage ; Version québécoise (V. Q.) sur Doublage.qc.ca

## Accueil

### Critique
Time Out reçoit en majorité des critiques moyennes. L'agrégateur Rotten Tomatoes rapporte que seulement 38 % des 138 critiques ont donné un avis positif sur le film, avec une moyenne de 5,2/10. La critique qui fait le plus consensus est « le pitch fascinant et le casting intéressant de Time Out ne résistent pas à une narration maladroite ». L'agrégateur Metacritic donne une note de 53 sur 100 indiquant des « critiques mitigées ».

### Box-office
Selon Box Office Mojo, Time Out, budgété à environ 40 000 000 $, a couvert ses coûts après une semaine d'exploitation, en rapportant au total environ 174 000 000 $, essentiellement hors États-Unis.
| Pays ou région      | Box-office   | Date d'arrêt du box-office | Nombre de semaines |
| ------------------- | ------------ | -------------------------- | ------------------ |
| États-Unis / Canada | 37 520 095 $ | 14 novembre 2011           | 2                  |

## Commentaires

### Le temps, c’est de l'argent
L'idée du temps qui s'achète et se vend se trouve notamment dans la nouvelle fantastique de Marcel Aymé La Carte, dans le recueil Le Passe-muraille (bien que dans ce cas, les personnages ne bénéficient pas d'une potentielle vie éternelle, mais s'échangent plutôt des rations de mois pris sur leur espérance de vie, ce qui les « téléporte » d'autant dans le futur à épuisement de leurs tickets).
L'idée était considérée comme étant par ailleurs suffisamment « dans l'air » pour qu'une demande de dommages et intérêts pour plagiat déposée par un scénariste suisse soit déboutée.
L'expression time is money avait été popularisée par Benjamin Franklin.

### Accusation de plagiat
En septembre 2011, un mois avant la sortie américaine, The Hollywood Reporter révèle que des poursuites vont être menées par les avocats de l'auteur Harlan Ellison, pour des similitudes avec l'intrigue de sa nouvelle « Repens-toi, Arlequin » dit Monsieur Tic-Tac publiée en 1965. Une injonction est initialement demandée pour interdire la sortie du film. Cependant, Harlan Ellison décide ensuite de seulement demander à être crédité au générique. Finalement, les poursuites judiciaires seront abandonnées. Après avoir vu le film, Harlan Ellison décide de lui-même d'arrêter la procédure.

### Clin d’œil
Chez le concessionnaire automobile de New Greenwich, on remarque la présence d'une Citroën DS ; Andrew Niccol place toujours cette voiture dans ses films. D'autres voitures anciennes peuvent être aperçues durant le film,.